# ابیتیمی آگوگو
ابیتیمی آگوگو (انگلیسی: Ebitimi Agogu؛ زادهٔ ۲۶ دسامبر ۱۹۸۷) بازیکن فوتبال اهل نیجریه است که برای باشگاه فوتبال بایلسا یونایتد بازی می‌کند.